# Obwód cieszyński

Obwód cieszyński w 1844 roku

Obwód cieszyński, Cyrkuł cieszyński (niem. Teschner Kreis, cz. Těšínský kraj) – dawna jednostka administracyjna (cyrkuł) funkcjonująca na Śląsku Austriackim w latach 1783-1850.
Obwód powstał w ramach szeroko zakrojonych reform cesarza Józefa II Habsburga w rządzonym przez niego państwie Habsburgów. W 1783 Śląsk Austriacki połączono z Morawami tworząc gubernium morawsko-śląskie ze stolicą w Brnie. Gubernium podzielono na 8 obwodów, w tym jeden z siedzibą w Cieszynie. Urzędnikiem stojącym na jego czele został starosta obwodowy (Kreishauptmann), którym jedynie pierwszy (hrabia Jan Larisch-Mönnich) był wywodzącym się z jego terytorium. Obwód obejmował swym zasięgiem wschodnią część Śląska Austriackiego (tzw. Śląsk Cieszyński z Księstwem Cieszyńskim i Bielskim oraz towarzyszącymi państwami stanowymi: Frydek, Frysztat, Bogumin, Raj, Piotrowice, Dąbrowa, Rychwałd, Orłowa i Lutynia Niemiecka) oraz część księstwa opawskiego w okolicy Klimkovic. Jednostka przestała funkcjonować wraz z kolejnymi reformami administracyjnymi jakie nastąpiły po Wiośnie Ludów, kiedy to Śląsk Austriacki się ponownie usamodzielnił, po czym podzielono go na siedem powiatów politycznych (w tym powiat Cieszyn).

## Starostowie obwodowi[1]
- hrabia Jan Larisch-Mönnich (1783-1789)
- Vinzenc von Rosenzweig (1789-1796)
- Carl Philip von Rechtenbach (1796-1819)
- Leopold Ludwig Schulz von Strašnicky (1819-1821)
- Josef von Chiodi (1822-1823)
- Konstantin Münch von Billinghausen (1823-1827?)
- Anton Alois Edler von Gläser (1829-1848)